# ダイノジのキスで殺してくれないか
ダイノジのキスで殺してくれないか（ダイノジのキスでころしてくれないか）とは、吉本興業の漫才師ダイノジをパーソナリティとする、CBCラジオハイパーナイト枠のラジオ番組。ホームページ等では「ダイノジのキスころ」と表記されていた。
当番組終了後12年を経て、2016年10月より大谷が一人で「大谷ノブ彦のキスころ」をスタートさせた。

## 放送時間
すべてJST
- 水曜23:30 - 24:50（2002年4月 - 2004年3月）
- 火曜23:30 - 24:50（2004年4月 - 2004年9月）

## 番組内容
- お笑い芸人のラジオらしく、フリートークやネタコーナーなどを中心とした番組。
- 大谷が好きなバンドやリスナーからの悩みに熱く語ることも多かった。
- 東海地区のローカル番組であるが、全国各地のハガキ職人が投稿していた。後にプロの放送作家になった人間もいる。
- パーソナリティはダイノジの2人だったが、スタジオにはBコースやピースの綾部祐二などの若手芸人や放送作家もいて、トークに参加したりいじられたりした。

## 主なコーナー
コーナーは「コサキンDEワァオ」からの影響を受けたものが多い。「コサキン -」はダイノジが意気投合したキッカケになった番組であり、ゲスト出演したこともある。
- 山下真司は童貞だ - 永遠の童貞のシンボル山下真司の行動を送ってもらうコーナ－。
- 大地家の人々 - 大地家の面々の行動を送ってもらうコーナー。
- 名付けましょう - ダイノジ単独ライブのタイトルを考えてもらうコーナー。

コーナー名はなかったものの、リスナーがこの番組のリスナー「油脂まみれ」にラジオネームをつけてもらうのが定番になっていた。ダイノジには「油脂まみれ先生」と呼ばれていた。

## エピソード
- ダイノジの2人が中日ドラゴンズのファンになったのはこの番組のリスナーに勧められたのがきっかけ。
- ドラゴンヘッドの映画版を大谷が酷評したが、その直後に映画の宣伝CMが流れたことがあった。CM明けには気まずい感じであった。

## 後継番組
- JFN系で放送されているSCHOOL NINEを2008年からダイノジが担当しているが、一部コーナーをこの番組から引き継いでいる。

## 復活特番
2021年9月1日（CBCラジオの開局記念日）に、開局70周年特別番組『伝説の深夜ラジオ復活祭』の第2夜で特番として復活（22:00 - 2日0:00）。